# Doctor Clayton
Doctor Clayton, geboren als Peter Joe Clayton (Georgia, 19 april 1898 – Chicago, 7 januari 1947), was een Amerikaanse blueszanger en songwriter.

## Biografie
Clayton werd waarschijnlijk geboren in 1898 in Georgia, hoewel hij beweerde met zijn ouders uit Afrika te zijn gekomen. Clayton trouwde in Saint Louis (Missouri) en kreeg vier kinderen. In 1937 werd zijn hele familie vermoord bij een brand. Daarna verviel hij in alcohol en leidde hij een onstabiel leven. Hij ging met Robert Lockwood naar Chicago om daar muziek te maken.
De eerste opnamen van Doctor Clayton werden gemaakt in 1935. Hij verscheen alleen als zanger en schreef met succes liedjes. Zijn beroemdste stukken zijn 41 Blues, Pearl Harbor Blues, Cheating And Lying Blues, Hold That Train Conductor, Gotta Find My Baby, Root Doctor, Angels in Harlem, On The Killing Floor en I Need My Baby. Sommige nummers van Clayton werden later door B.B. King opnieuw opgenomen.

## Overlijden
Doctor Clayton overleed in januari 1947 op 48-jarige leeftijd aan de gevolgen van een longontsteking. Big Bill Broonzy meldde dat slechts 10 mensen de begrafenis bijwoonden, waaronder hijzelf en Tampa Red.

## Discografie
- 1994: Doctor Clayton: Complete Recorded Works 1935-42 (Document Records)
- 1994: Doctor Clayton & His Buddies: Complete Recorded Works – 1946-47 (Old Tramp)

- Gemeinsame Normdatei: 1116968673
- International Standard Name Identifier: 0000 0000 3151 9623
- Library of Congress Control Number: n96092992
- MusicBrainz: 5f4fc0db-e0f4-4ee6-850a-9497489ef129
- Istituto Centrale per il Catalogo Unico: DDSV134957
- Virtual International Authority File: 53421814
- WorldCat: E39PBJmhV8ydyp8frx3WxcDpfq